# Joseph Huber
Joseph Huber (Dornach, Francia, 24 de septiembre de 1893-Pfastatt, Francia, 18 de enero de 1976) fue un gimnasta artístico francés, subcampeón olímpico en 1924 en el concurso por equipos.

## Carrera deportiva
En los JJ. OO. de París 1924 gana la plata en el concurso por equipos, de nuevo tras los italianos y por delante de los suizos, siendo sus compañeros en esta ocasión: Léon Delsarte, François Gangloff, Jean Gounot, Arthur Hermann, André Higelin, Eugène Cordonnier y Albert Séguin.